# Marengo (Ohio)
Marengo es una villa ubicada en el condado de Morrow en el estado estadounidense de Ohio. En el Censo de 2010 tenía una población de 342 habitantes y una densidad poblacional de 785,99 personas por km².

## Geografía
Marengo se encuentra ubicada en las coordenadas 40°24′3″N 82°48′40″O / 40.40083, -82.81111. Según la Oficina del Censo de los Estados Unidos, Marengo tiene una superficie total de 0.44 km², de la cual 0.44 km² corresponden a tierra firme y (0%) 0 km² es agua.

## Demografía
Según el censo de 2010, había 342 personas residiendo en Marengo. La densidad de población era de 785,99 hab./km². De los 342 habitantes, Marengo estaba compuesto por el 95.32% blancos, el 0% eran afroamericanos, el 0% eran amerindios, el 0% eran asiáticos, el 0% eran isleños del Pacífico, el 1.17% eran de otras razas y el 3.51% pertenecían a dos o más razas. Del total de la población el 1.46% eran hispanos o latinos de cualquier raza.